# Крутоголов Сергій Володимирович
Сергій Володимирович Крутоголов (13 травня 1982 — 25 вересня 2024) — молодший сержант Збройних сил України, учасник російсько-української війни.

## Життєвий шлях
Народився в селищі Батурин Бахмацького району Чернігівської області.
У 1988—1999 навчався в Батуринській середній загальноосвітній школі. У 2000 р. закінчив Тиницьку філію Бахмацького ПТУ №4 за спеціальністю «бухгалтер сільського господарства». Пройшов строкову службу в лавах Збройних Сил України. 
Мешкав у Батурині. Був грейдеристом, згодом працював у місцевих сільськогосподарських підприємствах. 
У  2014—2015 роках у складі військової частини В1688 на посаді навідника танка Т-64 боронив східні кордони нашої держави.
З перших днів повномасштабного вторгнення долучився до місцевої територіальної оборони. У грудні 2022 року знову став до лав Збройних Сил України в складі танкового взводу 1-го окремого штурмового батальйону «Да Вінчі». Сергій брав участь у бойових діях на Харківському, Луганському, Запорізькому та Донецькому напрямках. 
25 вересня 2024 р., під час ворожого авіанальоту поблизу села Водяне Донецької області Сергій Крутоголов загинув.
4 жовтня 2024 року похований в Батурині.
У Сергія залишилися син, дружина, мати.

## Нагороди
- Орден «За мужність» III ступеня (посмертно).[2]